# Ismene hawkesii
Ismene hawkesii är en amaryllisväxtart som först beskrevs av Julio César Vargas Calderón, och fick sitt nu gällande namn av Roy Emile Gereau och Alan W. Meerow. Ismene hawkesii ingår i släktet Ismene och familjen amaryllisväxter. Inga underarter finns listade i Catalogue of Life.